# 플레이스 비욘드 더 파인즈
《플레이스 비욘드 더 파인즈》(영어: The Place Beyond the Pines)는 2012년 공개된 미국의 범죄 드라마 영화이다. 데릭 시언프랜스가 감독하고 시언프랜스, 벤 코시오와 다리어스 마더가 공동 각본을 썼다. 이 영화에는 라이언 고슬링, 브래들리 쿠퍼, 에바 멘데스, 에모리 코헨과 데인 드한, 이외에도 조연 역할에는 벤 멘델슨, 로즈 번, 마허샬라 알리, 브루스 그린우드, 해리스 유린와 레이 리오타가 출연한다. 이 영화는 2010년 《블루 발렌타인》으로 함께 작업한 시언프랜스과 고슬링이 재작업하였다. 범죄 현장에서 우연히 마주친 모터사이클 스턴트맨 루크와 신입 경찰, 모든 것을 바꿔 놓은 두 남자의 운명적 만남과 15년 후 그들의 아이들에서 반복되는 비극적 인생을 그린다.
이 영화는 마이크 패튼이 음악 감독을 맡았으며 에스토니아 작곡가인 아르보 파트가 작곡한 음악을 선보였다. 제목은 뉴욕의 스키넥터디의 영어 의미로 모호크어에서 유래한 "place beyond the pine plains"라는 단어에서 파생되었다. 2012년 9월 7일 토론토 국제 영화제에서 초연되었고, 2013년 3월 29일 한정 개봉되었으며 2013년 4월 12일 전 세계에 개봉되었다.

## 줄거리
가진 건 오토바이 하나뿐인 루크는 지역 순회 오토바이 스턴트 공연을 하며 떠돌다 1년 만에 다시 찾은 도시에서 옛 연인 로미나를 만나게 되고, 그녀가 자신의 아이를 낳아 키우고 있음을 알게 된다. 사랑하는 여인과 아들을 위해 마을에 정착해 그들을 돌보려고 하지만 그가 할 수 있는 것은 별로 없다. 더구나 로미나의 곁에는 새로운 보호자도 버티고 있다. 결국 은행 강도가 된 루크는 경찰 에이버리의 총에 맞아 숨진다. 적절한 절차 없이 총격을 가했지만 그 사실을 숨긴 채 영웅이 된 에이버리는 경찰 내부의 비리 사건을 고발하면서 검찰로 자리를 옮겨 출세가도를 달린다. 15년 후, 에이버리의 아들 A.J.와 루크의 아들 제이슨이 한 학교에서 만나 어울리게 되면서 15년 전의 비극은 아들 세대로 이어진다.

## 배역
- 라이언 고슬링 - 루크 글랜턴 역
- 브래들리 쿠퍼 - 에이버리 크로스 역
- 에바 멘데스 - 로미나 구티에레스 역
- 데인 드한 - 제이슨 구티에레스-칸캠 (원래 성씨는 글랜턴)
- 에모리 코헨 - A. J. 크로스 역
- 벤 멘델슨 - 로빈 단 더 후크 역
- 로즈 번 - 제니퍼 크로스 역
- 마허샬라 알리 - 코피 칸캠 역
- 브루스 그린우드 - 빌 킬컬렌 역
- 레이 리오타 - 피터 데루카 역
- 해리스 유린 - 알버트 크로스 역
- 로버트 크로헤시 - 치프 위어즈보우스키 역
- 올가 메레디즈 - 말레나 구티에레스 역